# Lorenz Lemlin
Lorenz Lemlin (auch: Laurentius Lemlin; * um 1495 in Eichstätt; † zwischen 1549 und 1551 in Heidelberg) war ein deutscher Komponist, Lehrer und Kapellmeister der Renaissance.

## Leben und Wirken
Das genaue Geburts- und Sterbedatum von Lorenz Lemlin konnte von der musikhistorischen Forschung noch nicht ermittelt werden. Sehr wahrscheinlich ist aber, dass er seine musikalische Ausbildung an der Domschule seiner Geburtsstadt bekam, offenbar bei dem dortigen Domkantor Bernhard Adelmann von Adelmannshausen. Der erste echte Beleg über sein Leben ist seine Einschreibung an der Universität Heidelberg am 7. April 1513 unter dem Namen Laurentius Lemlyn de Eystat dioc Eustatensis. Schon eineinhalb Jahre später, am 13. November 1514, erhielt er dort den akademischen Grad eines „baccalaureus artium“. Wenige Zeit danach begann sein Dienst bei Ludwig V., bei dem er zum Kapellmeister des Heidelberger Hofs aufstieg. Lorenz Lemlin komponierte dort geistliche Musik in lateinischer Sprache und deutsche Lieder. Im Jahr 1549 erschien der dritte Band der Sammlung Frische teutsche Liedlein, herausgegeben von dem Komponisten Georg Forster. In der Vorrede an den Widmungsträger Jobst von Brandt erinnert der Herausgeber diesen an die gemeinsamen Lehrjahre bei Lorenz Lemlin mit den Worten: „unserm frommen Preceptore, Componisten, und hochlöblicher gedechtnuß Chürfürsten Senger oder Capellmeyster Laurentio Lemlin“, wodurch belegt ist, dass beide Personen und zwei weitere genannte Komponisten unter Lorenz Lemlin Chorknaben in Heidelberg gewesen waren. Diese vier Komponisten wurden später als die Heidelberger Liedmeister bekannt und stellten einen Großteil der Autoren in den Anthologien von Georg Forster dar. Deren Werke sind denen von Lemlin meist überlegen, dennoch gibt Forster seiner Wertschätzung Lemlins Ausdruck durch die Aufnahme von 15 seiner Lieder in die „Frischen teutschen Liedlein“. Nach der erwähnten Widmung von 1549 verliert sich die Spur Lorenz Lemlins.

## Bedeutung
Das Liedschaffen Lemlins gilt als vergleichsweise konservativ und nicht sehr inspiriert, wenn auch technisch ausgereift, deshalb ist er auch eher als Lehrer der Heidelberger Liedmeister Jobst von Brandt, Georg Forster, Caspar Othmayr und Stefan Zirler bekannt denn als herausragender Komponist. Lemlins Lieder verwenden ältere und neuere Kompositionstechniken; so erinnert die oft anzutreffende paarige Imitation zwischen der obersten Stimme und dem Bass an das Liedschaffen von Heinrich Finck und Heinrich Isaac. Andererseits ist seine sorgfältige Textdeklamation erst wieder in den Chansons des späten 16. Jahrhunderts zu finden. Eine Ausnahme wegen der tonmalerischen Gestaltung (Imitation des Kuckuckrufs) und wegen seiner volkstümlichen Haltung stellt das sechsstimmige Lied „Der Gutzgauch auf dem Zaune saß“ dar. Im Gegensatz zu diesem Stück fanden seine übrigen Lieder außerhalb des Heidelberger Kreises nur geringe Verbreitung.
Die drei Psalm-Motetten Lemlins zeigen im progressiven Sinne typische Merkmale der deutschen Josquin-Nachfolge; dagegen stellen seine übrigen Motetten eher eine Gebrauchsmusik mittlerer Qualität dar.

## Werke  (alles Vokalmusik)
- Motetten
  - „Converte nos Deus“ zu 2 Stimmen, Wittenberg 1545
  - „Deus adiuva me“ zu 3 Stimmen, Nürnberg 1541
  - „Deus in adiutorum“ zu 4 Stimmen, Nürnberg 1542
  - „Grates nunc omnes“ zu 8 Stimmen, Nürnberg 1564
  - „In convertendo Dominus“ zu 4 Stimmen
  - „In manus tuas, Domine“ zu 4 Stimmen, Wittenberg 1538
  - „Memento mei“ zu 5 Stimmen, Augsburg 1540
  - „Nisi Dominus“ zu 4 Stimmen
  - „Oramus Domine“ zu 8 Stimmen
  - „Vivo ego dicit Dominus“ zu 3 Stimmen
- Lieder zu 4 Stimmen aus „Ein Auszug gutter alter und neuer deutscher Liedlein“, Nürnberg 1539, herausgegeben von Georg Forster
  - „Ach höchster Hort, vernimm mein Wort“
  - „Ach höchste Zir, auff all mein Gir“
  - „Der Mey wil sich mit Gunst beweisen“
  - „Des Spilens ich gar kein Glück nit han“
  - „Ein Beumlein zart“
  - „Ernstliche Klag“
  - „Es ist ein Frag“
  - „Ich Armer klag“
  - „Ich gewahrts noch gut“
  - „Mich jammert sehr“
  - „Tag, Nacht ich ficht“
  - „Von Herzen gern, on all Beschweren“
- Lied zu 6 Stimmen aus „Der ander Teil kurzweiliger gutter frischer deutscher Liedlein“, Nürnberg 1540, herausgegeben von Georg Forster
  - „Der Gutzgauch auf dem Zaune saß“
- Lieder zu 4 Stimmen aus „Der dritte Teil schöner, lieblicher alter und neuer deutscher Liedlein“, Nürnberg 1549, herausgegeben von Georg Forster
  - „Lust und Freud tet mich umgeben gar“
  - „Was sterblich Zeyt, mir Freuden geyt“